# Funny or Die
Funny or Die é um sítio eletrônico e produtora de vídeos de comédia de propriedade de Henry R. Muñoz III que foi fundado por Will Ferrell, Adam McKay, Mark Kvamme e Chris Henchy em 2007. O sítio continha material exclusivo de uma equipe regular de escritores, produtores e diretores internos e, ocasionalmente, de vários colaboradores famosos, incluindo Judd Apatow, James Franco e Norm Macdonald. A produtora associada continua a produzir programas de TV, incluindo Billy on the Street, da truTV, @midnight do Comedy Central e a websérie de Zach Galifianakis, Between Two Ferns.
Muitos vídeos no sítio apresentavam atores conhecidos (exemplos incluem Nina Dobrev, Steve Carell, Charlie Sheen, Ryan Gosling, Patrick Stewart, Daniel Radcliffe, Sophia Bush, Mila Kunis, AnnaSophia Robb, Hilary Duff, Adam West, James Van Der Beek, Jim Carrey, Ariel Winter e Selena Gomez). Michael Kvamme, um jovem aspirante a comediante que também é filho de Mark Kvamme, o capitalista de risco que fundou o Funny or Die, criou um conceito para um novo tipo de site de comédia, e o site foi desenvolvido por Randy Adams. Depois que o site foi financiado por seu pai, Michael Kvamme escreveu um roteiro para Will Ferrell e fundou a Global eSports Resources em parceria com a Federação Saudita de Esportes Eletrônicos e Intelectuais.
Funny or Die foi lançado em 12 de abril de 2007 com o primeiro vídeo do site, "The Landlord", que recebeu mais de 84 milhões de visualizações e apresenta Ferrell confrontado por um senhorio de dois anos que bebe cerveja e xinga. Em junho de 2007, eles receberam financiamento de capital de risco da Sequoia Capital, e em junho de 2008, anunciaram uma parceria com a HBO. Em 3 de agosto de 2016, a Funny or Die fechou um de seus escritórios na Califórnia, reduzindo seu número de funcionários em 30%, para 95 funcionários, com o anúncio chegando apenas dois meses após a posse do novo CEO, Mike Farah.
Henry R. Muñoz III comprou Funny or Die por um valor não revelado. A aquisição foi anunciada na Variety em 12 de maio de 2021. Muñoz comprou a Funny or Die dos antigos acionistas da empresa, que incluíam AMC Networks, WarnerMedia e Sequoia Capital.

## Início do site
Funny or Die foi fundado em 24 de janeiro de 2007. O primeiro vídeo do site foi "The Landlord", que recebeu mais de 70 milhões de acessos e apresentou Ferrell com um amigo bebendo cerveja e depois sendo confrontado por uma criança. Em junho de 2007, o site recebeu financiamento de capital de risco da Sequoia Capital. Em junho de 2008, foi anunciada uma parceria feita com a HBO.

## Funny or Die Presents
Em junho de 2008, a HBO e o Funny or Die anunciaram que a HBO tinha comprado 10% das ações do site. Com isto, o site foi responsável pelo desenvolvimento de 10 episódios de meia hora para o canal HBO. Em relação ao acordo, Will Ferrell disse, "Eu não quero superestimar a importância deste negócio, mas este é o momento onde o elo perdido entre a TV e Internet, finalmente se fundem. Ele vai mudar a maneira que nós seres humanos, percebemos e interagimos com a realidade. Tudo bem, eu exagerei. Mas é um negócio emocionante."
Em agosto de 2008, Funny or Die contratou Andrew Steele, um veterano de doze anos da Saturday Night Live e um dos três escritores principais nos últimos anos, para supervisionar a produção e desenvolvimento de conteúdo para o site e para a parceria com a HBO.

## Or Die Networks
Após o sucesso de Funny or Die, várias redes sociais Or Die Networks foi criada em outros géneros e países.

### Funny or Die UK
Funny or Die UK lançado em 23 de setembro de 2008, era uma versão britânica de Funny or Die. Os responsáveis do site eram as estrelas do Little Britain, Matt Lucas e David Walliams, no lugar de Will Ferrell. Comediantes como Peter Serafinowicz, Kevin Eldon, Brendon Burns, Matt Berry e Dom Joly também já participaram do site. Or Die Networks e Hatrick Productions optaram por fechar o site dedicado ao Reino Unido, devido a dificuldades financeiras.

### ShredorDie.com
Shredordie.com lançado em 23 de outubro de 2007, foi um site de desportos de ação da OrDie Networks, criado em parceria com Tony Hawk, onde os utilizadores classificam os vídeos de acrobacia, escolhendo entre "Shred" ou "Die."  Shredordie.com foi apresentado na turnê Tony Hawk’s Boom Boom Huckjam Tour.

### PwnorDie.com
Pwnordie.com lançado em 1 de julho de 2008,  é um site dedicado aos jogos eletrónicos, onde os usuários postam vídeos sobre detonados, truques, comentários ou paródias de jogos populares. Os usuários votam entre "Pwn" ou "Die".

### EatDrinkorDie.com
Eatdrinkordie.com lançado em 20 de agosto de 2008, foi um site de culinária onde os usuários votam em vídeos sobre como preparar e desfrutar de alimentos comas opções "delicious" ou "die."  Tom Colicchio foi um dos primeiros parceiros do EatDrinkorDie, o site também apresentou os chefes Art Smith, Gary Vaynerchuk, Michael Chiarello, Jon Shook, Vinney Dotolo, e Sophie Uliano.